# Giuseppe Tavani
Giuseppe Tavani (Roma, 21 marzo 1924 – 22 marzo 2019) è stato un filologo italiano.

## Biografia
Giuseppe Tavani, per molti anni docente di filologia romanza alla Sapienza di Roma, ebbe il titolo di dottore honoris causa dalle Università di Santiago de Compostela, di Barcellona e Lisbona. Fu un prestigioso specialista delle letterature medievali galego-portoghese, catalana, provenzale e francese.
Nel periodo 1979-1985 fu vicepresidente dell'"Associazione Internazionale di lingua e letteratura catalane (Associació Internacional de Llengua i Literatura Catalanes), e socio fondatore e vicepresidente dell'Associazione Italiana di Studi Catalani nonché direttore delle collezioni filologiche Romanica Vulgaria e Quaderni di Romanica Vulgaria. Svolse ricerche sui temi della poesia medievale di area galiziana, catalana, portoghese e ispanoamericana, lavorando nell'elaborazione e nelle applicazioni del metodo "ritmico" (ritmètic) per la lettura dei testi poetici e dei romanzi medievali e moderni. Partecipò al "Llibre blanc sobre la unitat de la llengua" nel secondo "Congresso Internazionale della Lingua e della Letteratura Catalane" (Congrés Internacional de Llengua i Literatura Catalanes) del 1986.  Dal 1992 fu membro dell' Institut d'Estudis Catalans e dell'Accademia delle Scienze di Lisbona; nel 1997 ricevette la "Croce di San Giorgio" (Creu de Sant Jordi) e nel 2004 il "Premio Ramon Llull". Inoltre fu traduttore di opere letterarie galeghe e portoghesi in lingua italiana.
Sposato con Giulia Lanciani, che lo lasciò vedovo nell'autunno del 2018, Tavani è scomparso pochi mesi dopo, il 22 marzo 2019, a 95 anni appena compiuti.

## Pubblicazioni
- (IT)  Repertorio metrico della lirica galego-portoghese (1967)
- (IT)  Poesia catalana di protesta (1968)
- (IT)  Preistoria e protostoria delle lingue ispaniche (1968)
- (IT)  Raimon, canzoni contro (1971)
- (CA)  Foix, Pere Quart, Espriu: tres maneres de fer poesia (1976)
- (FR) Méthodologie et pratique de l'édition critique des textes littéraires contemporains (1985).
- (ES) Asturias y Neruda. Cuatro estudios para dos poetas, Roma, Bulzoni, 1985, pp. 115.
- (GL)  "Martin Codax, o seu cancioneiro e o pergaminho Vindel" in Ensaios portugueses, Imprensa Nacional-Casa da Moeda, Lisbona, 1988, pp. 267-285.
- (GL)  A poesía lírica galego-portuguesa (1991)
- (GL)  A poesía de Airas Nunez (1992)
- (GL)  Dicionário da Literatura medieval Galega e Portuguesa (1993), con Giulia Lanciani
- (CA)  Breu història de la llengua catalana (1994)
- (GL)  As cantigas de escarnio (1995),  con Giulia Lanciani
- (CA)  Per una història de la cultura catalana medieval (1996)